# RHEED

Schema eines RHEED-Aufbaus. Elektronen fliegen von der Elektronenquelle zur Probe und treffen dort in einem Winkel Theta kleiner 5° auf. Die gebeugten Elektronen fliegen dann zum Schirm (hier als CCD eingezeichnet) weiter. Hier eingezeichnet ist der Spiegelreflex, für den der Einfallswinkel gleich dem Ausfallswinkel ist.

RHEED (englisch reflection high-energy electron diffraction, deutsch ‚Beugung hochenergetischer Elektronen bei Reflexion‘) ist ein physikalisches Verfahren zur Analyse von glatten Materialoberflächen mit Hilfe der Elektronenbeugung. Die Elektronen haben hierbei eine Energie im Kiloelektronenvolt-Bereich (meist ca. 10–50 keV). Der Winkel zwischen Oberfläche und Elektronenstrahl ist sehr klein (typischerweise etwa 2°), so dass die Elektronen an der Oberfläche reflektiert werden. Die reflektierten Elektronen treffen auf einen Leuchtschirm, wo das Beugungsmuster sichtbar wird. Aus dem Beugungsmuster können der Typ des Kristallgitters und die Gitterparameter bestimmt werden.
Da Elektronen durch Luft sehr schnell abgebremst werden, wird dieses Verfahren im Ultrahochvakuum betrieben.
Der Vorteil des RHEED-Verfahrens gegenüber dem LEED-Verfahren besteht darin, dass entlang der Oberflächennormalen keine Apparaturen im Weg sind, so dass das Wachstum dünner Schichten auf Oberflächen bei der Molekularstrahlepitaxie beobachtet werden kann. Dies ist die Hauptanwendung von RHEED.
Aus dem Verlauf der Intensität der Beugungsreflexe (bei der Molekularstrahlepitaxie als Funktion der Zeit) und aus ihrer Schärfe kann darauf geschlossen werden, wie das Schichtwachstum erfolgt (englisch growth mode). Wenn auf einem atomar glatten Substrat lagenweises Wachstum erfolgt, erreichen die Beugungsreflexe maximale Intensität und Schärfe, sobald die jeweils letzte Atomlage komplett ist. Damit können auch die einzelnen aufgebrachten Atomlagen abgezählt werden.